# Zielfehler
Als Zielfehler wird in der Astrometrie und Geodäsie der kleine Winkelfehler bezeichnet, um den die Zielachse eines Fernrohrs, die vom Beobachter oder vom messenden Sensor ausgerichtet wurde, vom Bild des einzumessenden Gegenstandes abweicht.

## Ausmaß
Bei einem guten Theodolit hat der Zielfehler – je nach Erfahrung des Beobachters – Beträge um 1″ (0,0003°), bei einem großen astronomischen Meridiankreis etwa 0,1″ und beim Astrometriesatelliten Hipparcos etwa 0,01″. 

## Anteile
Jeder Zielfehler besteht aus einem zufälligen Anteil – der durch eine Ausgleichung auf den plausibelsten Wert reduziert werden kann – und einem systematischen Fehler, der vom Beobachter, dem Messinstrument und den äußeren Bedingungen (Wetter etc.) abhängt. Seine Verringerung ist wesentlich schwieriger und hängt mit der geeigneten Modellbildung und physikalischen Korrelationen zusammen.